# Oliver Ekman-Larsson
Oliver Ekman-Larsson (Karlskrona, Suecia, 17 de julio de 1991), apodado OEL, es un jugador profesional sueco de hockey sobre hielo que se desempeña en la posición de defensor izquierdo en Toronto Maple Leafs, equipo de la National Hockey League (NHL).

## Carrera
Fue seleccionado en la primera ronda en la NHL Entry Draft de 2009. En 2010 hizo su debut profesional con el equipo Phoenix Coyotes que, en 2014 fue renombrado como Arizona Coyotes, en el cual jugó once temporadas (2010-2021), después pasó a Vancouver Canucks (2021-2023), luego a Florida Panthers, donde jugó una temporada, en 2024 pasó a Toronto Maple Leafs.